# Lista das canções mais executadas no Brasil em 2000
Esta lista contém as dez canções mais executadas nas rádios brasileiras no ano de 2000. A lista foi publicada pela empresa Crowley Broadcast Analysis, que recolheu os dados e divulgou as faixas, de repertório nacional e internacional, mais executadas nas estações de rádio de dez capitais brasileiras durante o ano de 2000, no período de 1º de janeiro até 31 de dezembro.

## Lista

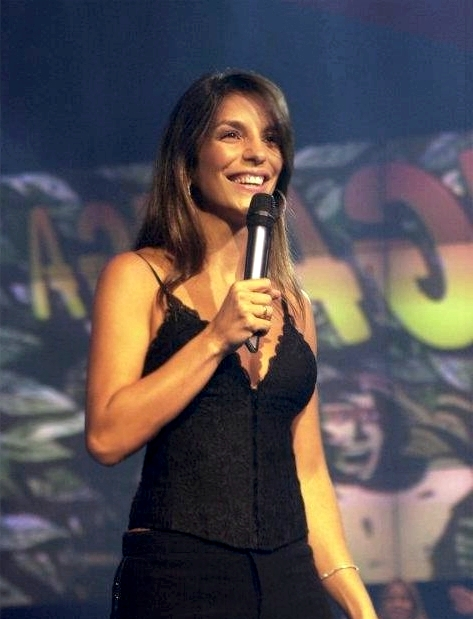
"Se Eu Não Te Amasse Tanto Assim", de Ivete Sangalo (na imagem), terminou como a canção mais tocada do ano nas rádios, somando um total de 9.571 execuções.

| Posição | Canção                            | Artista(s)                                         |
| ------- | --------------------------------- | -------------------------------------------------- |
| 1       | "Se Eu Não Te Amasse Tanto Assim" | Ivete Sangalo                                      |
| 2       | "A Dor Desse Amor"                | KLB                                                |
| 3       | "Tô Te Filmando"                  | Os Travessos                                       |
| 4       | "Deixaria Tudo"                   | Leonardo                                           |
| 5       | "Pensando em Você"                | Maurício Manieri                                   |
| 6       | "Alô"                             | Chitãozinho & Xororó                               |
| 7       | "Anna Júlia"                      | Los Hermanos                                       |
| 8       | "Morango do Nordeste"             | Karametade                                         |
| 9       | "Perdi Você"                      | Twister                                            |
| 10      | "Back at One"                     | Brian McKnight (com participação de Ivete Sangalo) |